# Mohammed Amin al-Husseini

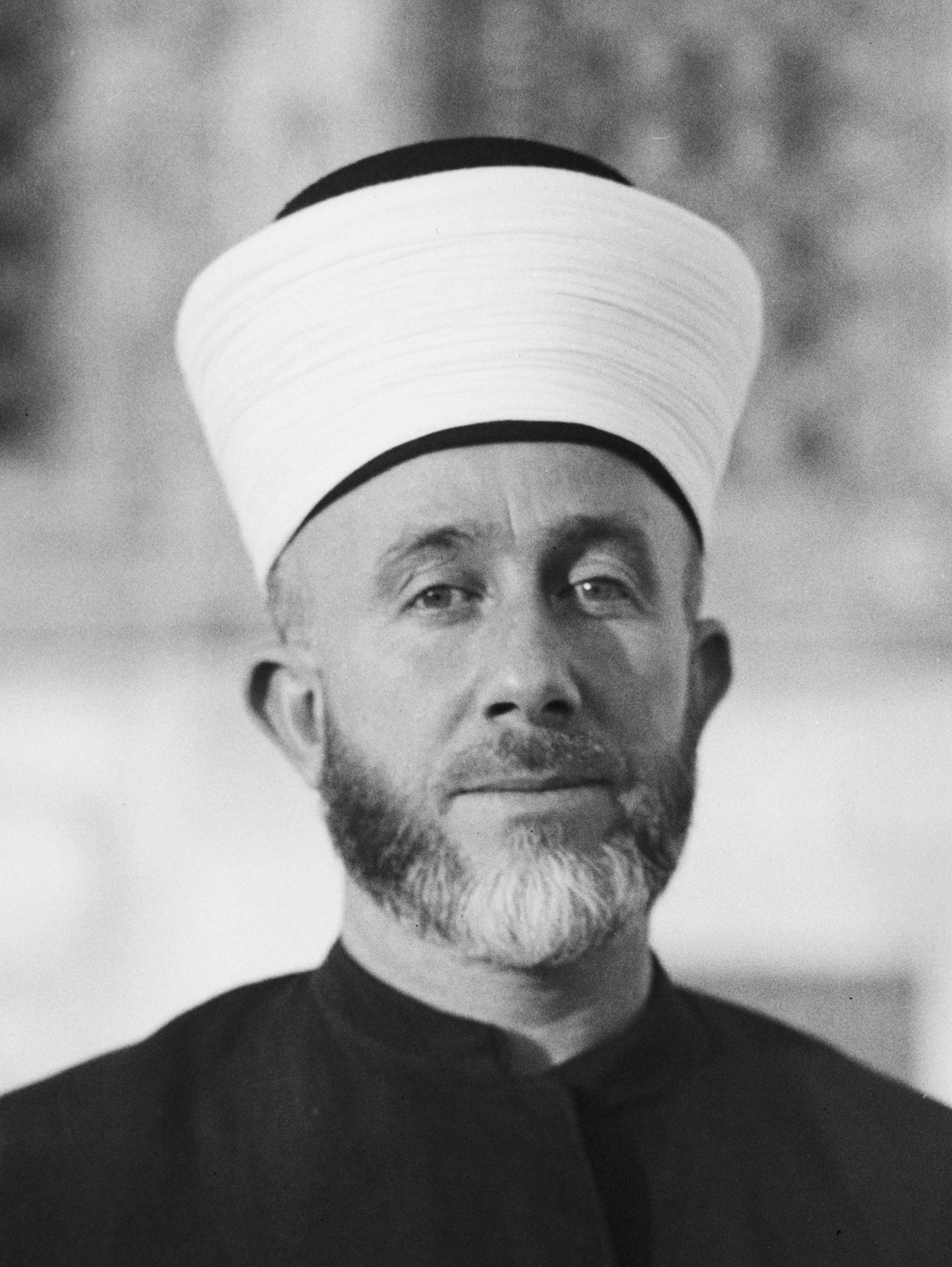
Mohammed Amin al-Husseini (1929)

Mohammed Amin al-Husseini (arabisch محمد أمين الحسيني, DMG Muḥammad Amīn al-Ḥusainī oder al-Hussaini, englisch al-Husayni; * 1895, 1896 oder 1897 in Jerusalem; † 4. Juli 1974 in Beirut) war ein islamischer arabischer Nationalist aus einer einflussreichen Familie Jerusalems. Als von Großbritannien eingesetzter Mufti von Jerusalem wurde er ab 1921 zum Führer der Palästinenser, die einen eigenen Nationalstaat anstrebten. Er vertrat einen verschwörungsideologischen islamistischen Antisemitismus und verbreitete diesen nachhaltig unter Arabern. Von 1936 bis 1939 führte er den Arabischen Aufstand gegen jüdische Einwanderer und Briten in Palästina an. Ab 1933 unterstützte er das NS-Regime und arbeitete ab 1937 mit ihm zusammen. Von Oktober 1941 bis zum Ende des Zweiten Weltkriegs lebte er in Deutschland und verbreitete die nationalsozialistische Propaganda im arabischen Raum. Er mobilisierte Muslime für die Waffen-SS auf dem Balkan und setzte sich für die Blockade von Fluchtwegen für Juden aus Osteuropa ein, die vor dem Holocaust fliehen wollten.
Nach dem Krieg wurde er als Kriegsverbrecher festgenommen, erhielt 1946 aber in Ägypten Asyl und förderte von da aus den Palästinakrieg von 1948 gegen Israel. Nach der Niederlage der arabischen Angreifer und der Massenflucht und -vertreibung von Palästinensern (Nakba) verlor er seine politische Führungsstellung. Er war Lehrer und Förderer von Jassir Arafat, dem späteren Führer der PLO, die ihn als Vorbild verehrt. Al-Husseinis antisemitische Ideologie beeinflusste zudem indirekt auch die Hamas-Charta.

## Familie und Ausbildung
Amīn al-Husseini wurde in Jerusalem geboren; Angaben zum Geburtsjahr schwanken zwischen 1895 und 1897. Er stammte aus einer wohlhabenden arabisch-muslimischen Familie, die seit dem 19. Jahrhundert mit der Familie der al-Naschaschibis um Großgrundbesitz und Einfluss im südlichen Palästina konkurrierte. Mitglieder der al-Husseini-Familie hatten ab 1850 Führungsämter in Jerusalem inne, stellten oft den Bürgermeister und den Mufti, dem der Schutz des Tempelbergs und der heiligen Stätten des Islam dort oblag.
Amins Vater Muḥammad Ṭāhir al-Husseini bekämpfte als Mufti von Jerusalem die Einwanderung von Juden in die osmanische Provinz Palästina. Seit 1891 wollte er jüdische Einwanderer zur Auswanderung drängen. Als sich 1897 die Zionistische Weltorganisation gegründet hatte, bildete er eine Kommission, um Landkäufe von Zionisten in Palästina zu prüfen und zu unterbinden. 1899 beantragte er im Stadtrat Jerusalems, jüdische Einwanderer physisch anzugreifen und zu vertreiben. Dies wurde abgelehnt.
Amīn al-Husseini besuchte zunächst eine Koran-Schule, dann eine weiterführende osmanische und katholische Schule, wo er Türkisch und Französisch lernte. Nach einem kurzen Studienaufenthalt an der Alliance Israélite Universelle begann er islamisches Recht an der al-Azhar-Universität in Kairo zu studieren. Dort gründete er eine antizionistische palästinensische Studentenvereinigung mit. Einer seiner Lehrer und bis 1935 sein Mentor war Raschīd Ridā, einflussreicher Vordenker des Reformislam und Panarabismus. Zwei Jahre später brach al-Husseini dieses Studium ab.
1913 pilgerte er mit seiner Mutter Zainab nach Mekka und erhielt den Ehrentitel eines Haddschi. Ab 1914 studierte er in Istanbul Verwaltungswissenschaften an einer modernisierten osmanischen Militärakademie. Zu Beginn des Ersten Weltkriegs wurde er in die Osmanische Armee einberufen und der 47. Brigade in İzmir als Artillerieoffizier zugeteilt. 1916 wurde er wegen einer Erkrankung vom Militärdienst freigestellt und zog wieder nach Jerusalem.

## Politik 1916 bis 1933
Im Verlauf der Arabischen Revolte (1916–1918) eroberten die Briten 1917 Jerusalem. Al-Husseini bot ihnen seine Dienste an und rekrutierte Soldaten für die Armee des Scherifen. Deren Anführer Thomas Edward Lawrence beklagte sich jedoch bei ihm über die Unzuverlässigkeit der palästinensischen Araber in der Armee. Der spätere König Faisal I. erklärte ihm, er werde einem palästinensischen Araber nie ein politisches Amt geben. Bei einem Clan-Treffen warf al-Husseini Faisal seinerseits vor, willfähriger Diener der Briten zu sein und mit den Juden zusammenzuarbeiten. Die Araber müssten einen Keil zwischen ihre Gegner treiben, sonst würden die Briten mithilfe des in Palästina zentrierten Weltjudentums die Herrschaft über die arabische Welt erlangen.
Von da an trat al-Husseini als kompromissloser Gegner des Zionismus hervor, den er als langfristige Gefahr für ein arabisches Palästina ansah. Laut dem jüdischen Journalisten Abbady sagte er ihm damals, er habe nichts gegen in Palästina geborene Juden: „Aber jene fremden Invasoren, die Zionisten, werden wir massakrieren bis zum letzten Mann. Wir wollen keinen Fortschritt, keinen Wohlstand [durch jüdische Einwanderung]. Nichts anderes als das Schwert wird die Zukunft dieses Landes entscheiden.“ Von 1920 an beanspruchte al-Husseini kontinuierlich ganz Palästina als arabischen Staat, lehnte Gebietszugeständnisse an Juden ab und akzeptierte nur Juden, die bis 1917 in diesem Gebiet geboren worden waren; alle übrigen wollte er vertreiben oder vernichten.
Beim pansyrischen Kongress in Damaskus 1919 unterstützte er Faisal als zukünftigen König von Syrien. In jenem Jahr trat er dem arabischen Nationalistenverein an-Nādī al-ʿArabī in Jerusalem bei und wurde dessen Vorsitzender. Er schrieb Artikel für die erste in Palästina gegründete Zeitung, Sūriyya al-Ǧanūbiyya („Süd-Syrien“), die in Jerusalem von September 1919 bis April 1920 erschien. Wie sie strebte al-Husseini ein Großsyrien mit Palästina als Südprovinz und Damaskus als Hauptstadt an. Im Sykes-Picot-Abkommen vom Juli 1920 erhielt jedoch Frankreich das Völkerbundmandat für Syrien und Libanon. Die französische Armee besetzte Damaskus, besiegte König Faisal und zerschlug Großsyrien. Danach wandte sich al-Husseini einem arabischen Nationalismus zu, in dessen Mittelpunkt für ihn Palästina mit Jerusalem stand.
Am 4. April 1920 lösten Reden arabischer Nationalisten um Amin al-Husseini und seinen Cousin Musa Kazim al-Husaini, den damaligen Bürgermeister Jerusalems, die dreitägigen blutigen Nabi-Musa-Unruhen in der Altstadt von Jerusalem aus. Die britische Militärverwaltung verurteilte al-Husseini dafür zu zehn Jahren Haft und machte seinen Rivalen Raghib an-Naschaschibi zum neuen Bürgermeister der Stadt.
Gemäß dem Völkerbundsmandat für Palästina löste dort 1921 eine zivile die bisherige militärische britische Verwaltung ab. Der erste britische Hochkommissar Herbert Samuel begnadigte al-Husseini und ernannte ihn trotz seiner mangelnden religiösen Ausbildung zum „Großmufti“ von Jerusalem. Er erhoffte sich davon einen Interessenausgleich mit den palästinensischen Arabern und eine Befriedung des Husseini-Clans, dessen Angehörige das Amt seit mehr als 100 Jahren oft innehatten. Weil die Jungtürken das Amt des Scheichülislam 1920 faktisch abgeschafft hatten, setzten die Briten nun ein neues politisch-religiöses Oberhaupt unter ihrer Kontrolle ein. Al-Husseini gehörte nicht zu den Kandidaten der palästinensischen Muftis dafür, sondern erhielt das Amt nur, weil sein verstorbener Bruder Kamil al-Husseini der letzte Mufti Jerusalems gewesen war. Anders als in der osmanischen Tradition ernannte ihn kein Kalif, sondern der britische Hochkommissar, ein Jude.
Zudem wurde al-Husseini Präsident des 1922 gegründeten Obersten Muslimischen Rats (Supreme Moslem Council, abgekürzt SMC), der islamische Einrichtungen verwalten und so Muslimen der Region religiöse Selbstverwaltung ermöglichen sollte. Von da an galt er als der einflussreichste Araber in Palästina, der das höchste religiöse und politische Amt vereinte.
Als solcher verbreitete er die Verschwörungstheorie, die Juden wollten die al-Aqsa-Moschee und den Felsendom auf dem Jerusalemer Tempelberg zerstören und auf deren Trümmern ihren dritten Tempel erbauen. Seine frei erfundene Parole „Al-Aqsa in Gefahr!“ sollte die Muslime weltweit gegen den Zionismus mobilisieren, da der Tempelberg im Islam als drittheiligste Stätte gilt. Dazu entsandte das SMC bis 1924 sechs Delegationen in andere Nahostländer und nach Indien. Als Beweis der angeblichen jüdischen Pläne ließ der Mufti gefälschte Fotografien verbreiten, etwa eine, die eine Jeschiwa auf dem Tempelberg mit einem Davidstern darüber zeigte, und eine weitere von einem angeblichen Brandanschlag auf die Al-Aqsa-Moschee. Auch auf den islamischen Konferenzen in Jerusalem 1931 und Bludan 1937 propagierte er diesen Al-Aqsa-Mythos, um den Palästinakonflikt zu internationalisieren und sein Prestige unter Muslimen zu stärken.
1928 versprachen die Führer des Jischuw (der jüdischen Gemeinschaft in Palästina) öffentlich, die religiösen Rechte der Muslime auf dem Tempelberg niemals zu missachten. Doch seit Herbst 1928 ließ al-Husseini Juden, die an der Jerusalemer Westmauer beten wollten, ständig belästigen. Sie wurden beschimpft und mit Steinen beworfen. Im August 1929 behaupteten al-Husseini und Imame in Freitagsgebeten im Felsendom, Juden wollten die heiligen Stätten des Islam entweihen und einen neuen Tempel errichten. Daraufhin eskalierten die Angriffe von Muslimen auf Juden bis zum Massaker von Hebron (23. und 24. August 1929; 67 jüdische Opfer). Erst nach langem Zögern stoppte die britische Polizei dieses Judenpogrom. Vor der britischen Untersuchungskommission dazu nannte al-Husseini das Londoner House of Commons einen „Rat der Weisen von Zion“. Damit spielte er auf die antisemitischen Protokolle der Weisen von Zion an.
Damals erhielt er eine großzügige Spende des Nizam von Hyderabad für die Restauration der Al-Aqsa-Moschee und knüpfte enge Kontakte zur indischen Khilafatbewegung. Als deren Gründer Mohammad Ali Jauhar starb, bot er dessen Bruder an, den Toten in Jerusalem zu bestatten. Den Islamischen Kongress 1931 beriefen Ali und al-Husseini gemeinsam ein. Dort wählten ihn 130 muslimische Delegierte aus 22 Staaten zum Präsidenten. Das stärkte sein Ansehen unter den Muslimen weltweit. Der Kongress sollte den Widerstand gegen einen jüdischen Nationalstaat im Mandatsgebiet Palästina und dessen westliche Unterstützer organisieren. Die britischen Mandatsbehörden hatten nur einen rein religiösen Kongress erlaubt, unternahmen jedoch kaum etwas gegen die politischen Bestrebungen der Organisatoren.

## Arabischer Aufstand
In den 1930er Jahren spitzten sich die Konflikte der verschiedenen Araberparteien in Palästina untereinander und mit den Briten zu. Al-Husseini lehnte jede Verständigung mit dem Jischuw ab und verhandelte mit den Briten über einen Stopp der jüdischen Einwanderung. Seine Familie beanspruchte die Führung aller Palästinenser. Die Naschaschibis und andere Familien strebten dagegen ein unabhängiges Palästina durch Zusammenarbeit mit den Briten und dem König Jordaniens an.
Im Januar 1935 erließ al-Husseini als SMC-Führer eine Fatwa, die ganz Palästina als „anvertrautes Gut“ der Muslime bezeichnete. Eine von ihm einberufene Konferenz der islamischen Rechtsgelehrten (ʿUlamā') in Jerusalem übernahm seine Fatwa und verurteilte alle Muslime, die in „diesem heiligen islamischen Land“ Grundstücke an Juden verkauften oder solche Verkäufe vermittelten, als Verräter, Ungläubige und Apostaten. Sie drohte ihnen Boykott und Entzug muslimischer Begräbnisse, also den Ausschluss aus der Umma an. Die „Zentrale Gesellschaft zur Förderung des Guten und Verhinderung des Verwerflichen“ sollte das Verkaufsverbot und für unmoralisch gehaltenes Verhalten in Palästina überwachen. Bei der Konferenz beklagte al-Husseini einen angeblichen Sittenverfall muslimischer Frauen und eine „Verweichlichung“ muslimischer Männer durch westliche Kunst und Kultur, die sich wie ein Schlangengift in die muslimische Gesellschaft einschleiche und sie von innen zerstöre. Dahinter stünden die Juden. Im folgenden Aufstand befahlen unter anderem von ihm eingesetzte Sittenwächter eine für weniger „europäisch“ gehaltene Kleiderordnung, derzufolge Muslimas sich verschleiern sollten. Ebenso befahlen Rebellenführer, dass Palästinenser im öffentlichen Raum eine Kufiya mit Doppelkordel (Iqal) tragen sollten, und untersagten es muslimischen Frauen, „westliche Kleidung nachzuahmen“. Zudem trieben sie Zwangsspenden ein. Gegner der Revolution wurden eingeschüchtert und Opfer von Gewalttaten; einzelne, die man der Kollaboration mit Juden beschuldigte, wurden ermordet.
Im April 1936 riefen arabische Nationalisten einen Generalstreik gegen die jüdische Einwanderung aus. Arabische Parteiführer bildeten dazu ein Arabisches Hohes Komitee (AHC) und wählten al-Husseini zu dessen Präsidenten. Am 7. Mai 1936 rief er alle Araber und Muslime weltweit dazu auf, ein „zweites Andalusien“ (ein tolerantes Zusammenleben von Arabern und Juden in Palästina) zu verhindern. Er rief jedoch keinen Dschihad gegen die Briten aus und widerstand Aufrufen an das SMC, den Streik zu unterstützen. So vermied er eine direkte Konfrontation mit britischem Militär, befürwortete aber Gewalt gegen jüdische Siedler, um den Druck auf die Briten zu erhöhen.
Am 12. Januar 1937 forderte al-Husseini von der britischen Peel-Kommission, die jüdische Einwanderung zu stoppen, 80 Prozent (rund 400.000) der eingewanderten Juden auszuweisen, jeden Landverkauf an Juden in Palästina zu verbieten, das britische Mandat zu beenden und einen unabhängigen arabischen Staat zuzulassen. Ab Juli 1937 schlug die Kommission die Teilung Palästinas in einen großen arabischen (80 Prozent des Mandatsgebiets) und einen kleinen jüdischen Staat (20 Prozent) vor. Raghib an-Naschaschibis National Defence Party stimmte dieser Zweistaatenlösung zunächst zu und versuchte, die Araber der Region dafür zu gewinnen. Al-Husseini dagegen lehnte den Plan strikt ab. Am 17. Juli 1937 entkam er einem Verhaftungsversuch der Briten durch Flucht in die Al-Aqsa-Moschee. Von dort aus ließ er in den Folgemonaten moderate Araber durch bewaffnete Terrorbanden reihenweise ermorden, bis niemand mehr der Teilung Palästinas öffentlich zuzustimmen wagte.
Im August 1937 erschien in Kairo das Pamphlet Islam und Judentum, laut Vorwort verfasst von einem „angesehenen Araber“, wahrscheinlich al-Husseini. Es behauptete eine ewige, kollektive Feindschaft des globalen Judentums gegen den Islam und den Propheten Mohammed, die auch nach einem Sieg über Palästinas Juden fortbestehen werde. Als Belege für den angeblich erzbösen Charakter aller Juden führte es Episoden des Koran und des Lebens Mohammeds in Medina an und folgerte, Mohammeds Krieg gegen die Juden müsse aktuell fortgesetzt werden. Ebenfalls 1937 rief der Mufti die Muslime auf, nicht zu ruhen, bis ihre Gebiete frei von Juden seien. Diese nannte er „Mikroben“ und „Abschaum aller Länder“.
Die konstruierte direkte Linie von zeitbedingten Konflikten Mohammeds mit Juden zum aktuellen Kampf gegen die Juden Palästinas formulierte einen Kerngedanken des islamistischen Antisemitismus, den Sayyid Qutb in seiner Schrift „Unser Kampf mit den Juden“ 1950 aufgriff. Damit lud der Mufti den Palästinakonflikt erneut religiös auf, um den Teilungsvorschlag der Peel-Kommission zu torpedieren. Sein Pamphlet zitierte auch jenes Hadith vom al-Gharqad-Baum vollständig, das die kommende Auferstehung der Muslime von einem vorherigen Massaker an allen Juden abhängig macht. Dieses Hadith wertete der Antisemitismusforscher Yehoshafat Harkabi als religiösen Aufruf zu einer „eschatologischen Endlösung“. Islamische Schriften hatten es zuvor kaum erwähnt; al-Husseinis Pamphlet machte es bekannt. Dem folgte 1988 die Hamas-Charta.
Auf der vom Mufti organisierten Konferenz im syrischen Bludan (8. bis 10. September 1937) erhielt jeder Teilnehmer das gleichartige Pamphlet Die Juden und der Islam, das die Juden ebenso als ewige Feinde Mohammeds und der Muslime und als Diener Satans verteufelte. Im Ergebnis stimmten rund 500 Delegierte arabischer Staaten und Palästinas gegen den Teilungsplan der Peel-Kommission. Am 26. September 1937 ermordeten arabische Nationalisten Lewis Andrews, den britischen Distriktsbeauftragten für Galiläa. Daraufhin lösten die Briten das AHC auf und setzten al-Husseini vom SMC-Vorsitz ab, wagten aber nicht, ihn festzunehmen. Am 13. Oktober 1937 gelang ihm die Flucht in den Libanon. Dies stärkte sein Ansehen unter den Arabern in Palästina. Als deren fortan unangefochtener Anführer verstärkte er mit dem neu gegründeten „Zentralkomitee des Dschihad“ in Damaskus den Arabischen Aufstand. Damit begann dessen zweite, opferreiche Phase.
Wegen Frankreichs Protektion, das mit Großbritannien um Einfluss in Nahost konkurrierte, konnte der Mufti den Aufstand bis 1939 von Beirut aus relativ unbehelligt lenken.
Im Weißbuch von 1939 gaben die Briten die Idee einer Teilung Palästinas auf, wollten die jüdische Einwanderung bis 1944 stark begrenzen und bis 1949 einen unabhängigen, von Juden und Arabern zusammen regierten Staat Palästina schaffen. Al-Husseini sorgte gegen die meisten AHC-Mitglieder dafür, dass das AHC das Weißbuch offiziell ablehnte.

## Partner des NS-Regimes
Am 31. März 1933, einen Tag vor dem nationalsozialistischen Judenboykott, hatte sich al-Husseini mit dem deutschen Generalkonsul in Jerusalem Heinrich Wolff getroffen und ihm angeboten, das NS-Regime zu unterstützen. Er erklärte Wolff ausführlich, dass alle Muslime weltweit das NS-Regime „begrüßten und die Ausbreitung faschistischer antidemokratischer Staatsführung auf andere Länder erhoffen. Jetziger jüdischer Einfluss auf Wirtschaft und Politik sei überall schädlich und zu bekämpfen“. Einem deutschen Aufruf zum Judenboykott werde die ganze islamische Welt begeistert beitreten; er selbst werde diese Idee unter allen Muslimen verbreiten und eine aktionsfähige Organisation dazu anregen. Deutschland möge ausreichend Industrieprodukte an Palästina liefern, damit Nichtjuden diese dort vertreiben könnten. Al-Husseini und viele Araber nannten Adolf Hitler mit dem Ehrennamen Abu Ali („Vater Alis“) des Kalifen ʿAlī ibn Abī Tālib.
Am 5. Januar 1937 nahm al-Husseini über zwei Gesandte mit dem deutschen Botschafter im Irak Fritz Grobba Kontakt auf, informierte ihn, dass er einen „größeren Aufstand“ gegen die britische Mandatsmacht vorbereite, um sie von einer Teilung Palästinas abzubringen, und bat ihn um deutsche Hilfe für einen „Sieg“ über die Juden. Im selben Monat erklärte er laut The New York Times: Die Araber und Nazideutschland bekämpften gemeinsam den Zionismus in Palästina. Sie hätten denselben Feind, die Briten und die Juden. Von da an gewährten das NS-Regime und das faschistische Italien al-Husseini Finanzhilfen. Zudem vermittelte er die Zusammenarbeit des NS-Regimes mit der ägyptischen Muslimbruderschaft, so dass diese während des Arabischen Aufstands erhebliche deutsche Finanzmittel, NSDAP-Schulungen zur „Judenfrage“ und Sprengstoff für Anschläge gegen die Briten in Palästina erhielt.
Im Juni 1937, nach Bekanntwerden des britischen Teilungsplans, stoppte das NS-Regime die bis dahin geförderte Auswanderung deutscher Juden nach Palästina und befahl den deutschen Botschaftern in London, Bagdad und Jerusalem, das „Arabertum“ gegen den Zionismus zu stärken. Ein Judenstaat würde dem „Weltjudentum“ nur eine zusätzliche Machtbasis verschaffen und liege daher nicht im deutschen Interesse. Im Oktober 1937 reisten die SS-Offiziere Adolf Eichmann und Herbert Hagen im Auftrag des Reichssicherheitshauptamts (RSHA) nach Palästina, um die bisherige Auswanderungspraxis zu prüfen und Bündnispartner zu finden. Weil sie kein Transitvisum bekamen, trafen sie al-Husseini nicht persönlich. In ihrem Reisebericht empfahlen sie, nur noch enteigneten und wenigen Juden die Auswanderung zu gestatten. Der Mufti sei als „das religiöse Oberhaupt der Araber“ und Leiter des AHC der geeignete Partner. Er habe die „Terrorwelle“ vom Oktober 1937 gegen Briten und Juden gelenkt. Sie bestätigten eine „nachrichtendienstliche Verbindung des Sicherheitsdienstes“ (SD) zu ihm und schlugen ein den gesamten Vorderen Orient umfassendes Nachrichtennetz aus deutschen und arabischen Kontaktleuten zu ihm vor.
Ab 1938 lieferte Deutschland al-Husseinis Truppen auch Waffen. Bei einem Geheimtreffen mit Wilhelm Canaris, dem Chef der deutschen Abwehr, gab dieser den Plan auf, die Waffen über Saudi-Arabien zu liefern, damit die Briten die Quelle nicht entdeckten. Ab 1940 wurden die Waffen über den nun vom Vichy-Regime beherrschten Libanon nach Palästina gebracht. Ohne diese Hilfen, so erklärte al-Husseini später, hätte er den Arabischen Aufstand nicht durchführen können.
Ab September 1939 verbreitete das NS-Regime das Pamphlet Islam und Judentum als „Aufruf des Großmufti“ mehrsprachig im arabisch-islamischen Raum. Dies sollte die eigene antisemitische Propaganda für Muslime attraktiv machen. 1942 schickte das Auswärtige Amt dazu 1500 Exemplare des Pamphlets an den deutschen Konsul in Tanger (Marokko). 1943 ließ das NS-Regime 10.000 Exemplare auf Serbokroatisch drucken und in Bosnien und Kroatien verteilen. Auch diese Versionen nannten al-Husseini als Autor. Der NS-Agitator Johann von Leers, der seit 1936 direkten Kontakt zum Mufti hatte, zitierte dessen Pamphlet in seinen eigenen Propagandaschriften von 1942 öfter.
Für den Erfolg dieser Propaganda bei Arabern versprach Alfred Rosenberg dem Mufti, den Begriff „Antisemitismus“ in der deutschen Presse zu vermeiden. Der zuständige Beamte Hans Hagemann bat Werner Koeppen, seinen Kontaktmann zum „Führerhauptquartier“, am 17. Mai 1943 schriftlich, die Zusage einzuhalten, sonst würden „wir die Araber mit den Juden in einen Topf werfen“. Hitler hielt sich jedoch nicht daran und nutzte den Begriff Antisemitismus weiter.

## Im Irak
Nach dem Tod von König Faisal I. (1933) war im von Großbritannien kontrollierten Irak eine Phase der Instabilität mit vielen Putschversuchen und politischen Morden eingetreten. Vier antibritische irakische Generäle, genannt Goldenes Quadrat, bildeten ein Machtzentrum gegen die probritische Regierung. Drei davon waren militärisch mit dem Mufti ausgebildet worden und seitdem mit ihm verbündet. Über Fritz Grobba lieferte das NS-Regime diesen Kräften Waffen, um den von ihnen angestrebten Aufstand gegen die Briten zu fördern.
Nach Beginn des Zweiten Weltkriegs verlangte Großbritannien von Frankreich, den Mufti als Verbündeten des NS-Regimes auszuliefern. Frankreich lehnte ab. Viele Araber drängten ihn, nun öffentlich für die Alliierten Partei zu ergreifen. Er verlangte dafür, nach Jerusalem zurückkehren zu dürfen, was wiederum die Briten ablehnten. Am 3. Oktober 1939 floh er nach Bagdad und wurde dort von der antibritischen Bevölkerung begeistert begrüßt. Mit Rücksicht auf seine Popularität begrüßte die probritische Regierung des Irak unter König Abd ul-Ilah und Premierminister Nuri as-Said ihn zeremoniell. Damit verschaffte sie ihm eine neue politische Bühne für seine panarabisch-nationalistischen Ziele. Ab April 1940 unterstützte er den neuen Ministerpräsidenten Iraks Raschid Ali al-Gailani und wirkte darauf hin, antibritische und panarabische Kräfte im Irak zu vereinen und für ein Bündnis mit den Achsenmächten zu gewinnen. Er gründete die Geheimorganisation „Arabische Nationale Partei“ mit dem Ziel, alle arabischen Gebiete vom westlichen Imperialismus zu befreien und dann zu einem Staat zu vereinen. Zudem bildete er ein Geheimkomitee aus geflohenen Palästinensern und Irakern, um probritische Regierungsmitglieder im Irak auszuschalten. Er vermittelte Treffen von Gailanis Regierung mit dem deutschen Botschafter in der Türkei Franz von Papen und dem deutschen Außenminister Joachim von Ribbentrop. Ihnen stellte er sich als Führer einer arabischen Elite dar, die ihn autorisiert habe, im Namen aller Araber zu sprechen.
Im Sommer 1940 gratulierte er Hitler zum Sieg im Westfeldzug. Im September 1940 reiste sein Privatsekretär Osman Kemal Haddad nach Berlin und schlug dem NS-Regime vor, die Anhänger des Mufti könnten mit erbeuteten französischen Waffen eine antibritische Revolte in Syrien, Palästina und Transjordanien starten. Als Bedingung dafür formulierte der Mufti eine Erklärung: „Deutschland und Italien erkennen die Illegalität der ‚jüdischen Heimstätte in Palästina‘. Sie gestehen Palästina und anderen arabischen Ländern das Recht zu, das Problem der jüdischen Elemente in Palästina und anderen arabischen Ländern in Übereinstimmung mit den Interessen der Araber zu lösen, und mit derselben Methode, wie die Judenfrage nun in den Achsenländern geregelt wird.“ Die damaligen Methoden gegen die Juden in den von Deutschland und seinen Verbündeten besetzten Gebieten waren ihm bekannt: Markierung, Ausschluss aus der Wirtschaft, Enteignung, erzwungenes Aushungern, Ghettoisierung, Konzentration in Lagern und Massenmorde. Er bot dem NS-Regime also an, Hitlers Vernichtungspolitik auf den Mittleren Osten auszudehnen.
Seine wiederholte Bitte, das NS-Regime möge eine öffentliche Garantie für einen unabhängigen arabischen Staat in Palästina abgeben, lehnte Hitler jedoch ab. Stattdessen sicherte er General Philippe Pétain 1940 zu, er werde das Vichy-Regime nach Kräften bei der Rückgewinnung „geraubter Kolonien“ einschließlich Syriens und Palästinas unterstützen. In einem Brief an Hitler vom 20. Januar 1941 beschrieb der Mufti daraufhin seinen Zentralstatus, das Leiden der Araber unter Briten und Franzosen und das der Palästinenser unter den Juden, deren Geheimwaffen „Geld, Korruption und Intrige“ mit britischer Militärmacht verbunden sei. Mit Rücksicht auf die Interessen von Italien, Spanien und Vichy-Frankreich unterstützte das NS-Regime im April 1941 jedoch weiter nur die von den Briten beherrschten arabischen Länder. Falls deren Bevölkerungen sich gegen die Briten erheben würden, wollte Deutschland seine Militärhilfe an sie erhöhen.
Am 7. Januar 1941 betonte Bernhard von Loßberg im OKW, man brauche „den Arabern keine nur erträgliche Lösung der Judenfrage in Palästina zu versprechen“, sondern könne ihnen „mit gutem Gewissen […] auf diesem Gebiet jede Konzession machen“. Im März 1941 war man sich einig, „dass der politische Hauptweg zur arabischen Welt über den Großmufti und seinen Sekretär gehen solle“. Wenige Wochen später lieferte Deutschland al-Husseinis Truppen große Mengen an Waffen. Im selben Zeitraum bombardierten die deutsche und die italienische Luftwaffe wiederholt Tel Aviv, Jaffa und Haifa. Neben hunderten Juden kamen dabei auch einige Araber ums Leben. Al-Husseinis Anhänger feierten die Angriffe.
Ribbentrop empfahl dem Mufti Sabotage und nachrichtendienstliche Aktionen zugunsten der Achsenmächte. Daraufhin wagten Gailanis Leute den Militärputsch im Irak 1941 (1. April). Am 2. Mai 1941 begannen die Briten einen Gegenangriff. Am 15. Mai ließ das deutsche Außenamt den antibritischen Kräften um al-Husseini und Gailani 24 Kampfflugzeuge liefern. Doch bis Ende Mai 1941 besiegten die Briten die Putschisten, auch weil das NS-Regime diese zu wenig unterstützte.
Danach ließ die britische Militärführung im Irak einige inhaftierte Irgun-Mitglieder frei, die Ölanlagen des Irak sabotieren sollten. Dabei wollte deren Kommandant David Raziel al-Husseini entführen. Er kam jedoch durch einen deutschen Bombenangriff auf die britische Luftwaffenstation im Irak ums Leben. Wie schon im Oktober 1940 ließen das britische Colonial Office und das Foreign and Commonwealth Office den Plan fallen, al-Husseini wegen seines politischen Einflusses im Irak auszuschalten.
Ab Mai 1941 hatte der deutsche Sender Zeesen al-Husseinis Putschaufrufe in den Irak übertragen. Am 9. Mai 1941 übertrugen deutsche, italienische und irakische Radiosender auch seine Fatwa zum Dschihad gegen Briten und Juden. Als sich der britische Sieg abzeichnete, beschuldigte er die rund 80.000 Juden in Bagdad, sie hätten den Briten durch Verrat den Sieg beschert. Am 26. Mai 1941 griff ein arabischer Redner im Sender Zeesen al-Husseinis Behauptung auf und verknüpfte den angeblichen Verrat mit dem Koran: Seit Mohammeds Kampf gegen die Juden seien sie „überall ein Greuel“ und „die größten Feinde der Menschheit“. Folglich wurden am 2. Juni 1941 beim Farhud in Bagdad bis zu 800 Juden ermordet. Als Hauptursache dieses Pogroms stellte eine britische Kommission im Juli 1941 fest: Al-Husseini habe unter dem Deckmantel von Panarabismus und islamischer Religion mit großer List Nazipropaganda verbreitet und führende Beamte in Iraks Militär so stark beeinflusst, dass er ihnen Befehle von seinem Wohnsitz aus erteilen konnte.

## In Italien
Im Juni 1941 floh al-Husseini in den Iran, dessen neuer Regent Reza Schah Pahlavi ihm politisches Asyl garantierte. Am 25. August 1941 rückten britische und sowjetische Truppen in den Iran ein. Er entkam den Briten erneut und floh über die Türkei und den Balkan nach Italien.
Am 11. Oktober 1941 erreichte er Rom. Am 27. Oktober traf er Benito Mussolini, der ihm die Gründung eines Staates Palästina ohne Juden versprach und betonte: Wenn die Juden ihren eigenen Staat wollten, sollten sie Tel Aviv nach Amerika verlegen. Es gebe für sie in Europa keinen Platz. Er versprach dem Mufti, für die aktive Unterstützung der Araber im Krieg gegen Großbritannien würden die Achsenmächte einen faschistischen großarabischen Staat, bestehend aus Irak, Syrien, Palästina und Transjordanien, anerkennen. Er gestand dem Mufti auch das Recht der Araber zu, die Juden in Palästina nach ihrem Belieben zu behandeln und einen Judenstaat dort zu eliminieren. Er sandte diese Erklärung an die deutsche Botschaft in Rom und garantierte ihm auf Drängen seines Außenministers Galeazzo Ciano eine Finanzhilfe von einer Million Lire. Jedoch erhielt al-Husseini nicht die gewünschte öffentliche Erklärung für einen weitgehend „judenfreien“ Nationalstaat der Palästinenser.

## In NS-Deutschland

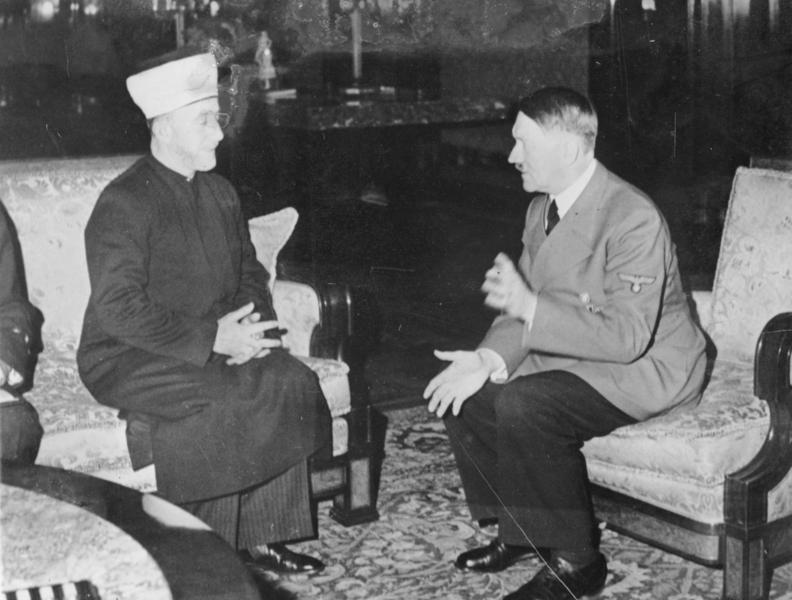
Amin al-Husseini und Adolf Hitler (28. November 1941)

### Treffen mit Adolf Hitler
Am 6. November 1941 traf al-Husseini in Berlin ein und wurde am 28. November 1941 von Hitler empfangen. Laut dem Gesprächsprotokoll erklärte er dem „von der ganzen arabischen Welt bewunderten Führer“, die Araber seien „die natürlichen Freunde Deutschlands“, da sie die gleichen Feinde hätten: Engländer, Juden und Kommunisten. Sie stünden zur Kriegsteilnahme durch Sabotage, Revolten und eine arabische Legion bereit. Ihr Ziel sei die Unabhängigkeit Syriens, Palästinas und des Irak. Hitler erwiderte, zum kompromisslosen Kampf Deutschlands gegen die Juden gehöre selbstverständlich der Kampf gegen eine jüdische Heimstätte in Palästina, die nur ein staatlicher Mittelpunkt für den destruktiven Einfluss der jüdischen Interessen wäre. Er weihte den Mufti in seine Pläne ein: Zuerst werde er die Sowjetunion völlig zerstören. Sobald die Wehrmacht den Südausgang Kaukasiens erreiche, werde er der arabischen Welt versichern, dass die „Stunde der Befreiung“ für sie gekommen sei. Das deutsche Ziel sei „die Vernichtung des im arabischen Raum unter der Protektion der britischen Macht lebenden Judentums“. Zudem bemerkte Hitler, die blauen Augen und rötlichen Haare des Muftis seien ein untrügliches Zeichen für sein „arisches Blut“. Danach notierte al-Husseini in sein Tagebuch, der Führer sei zum Krieg gegen die Juden entschlossen und bestehe darauf, dass die Nationalsozialisten und die Araber denselben Kampf führten, nämlich die Juden auszurotten.

### Islamistisch-antisemitische Propaganda

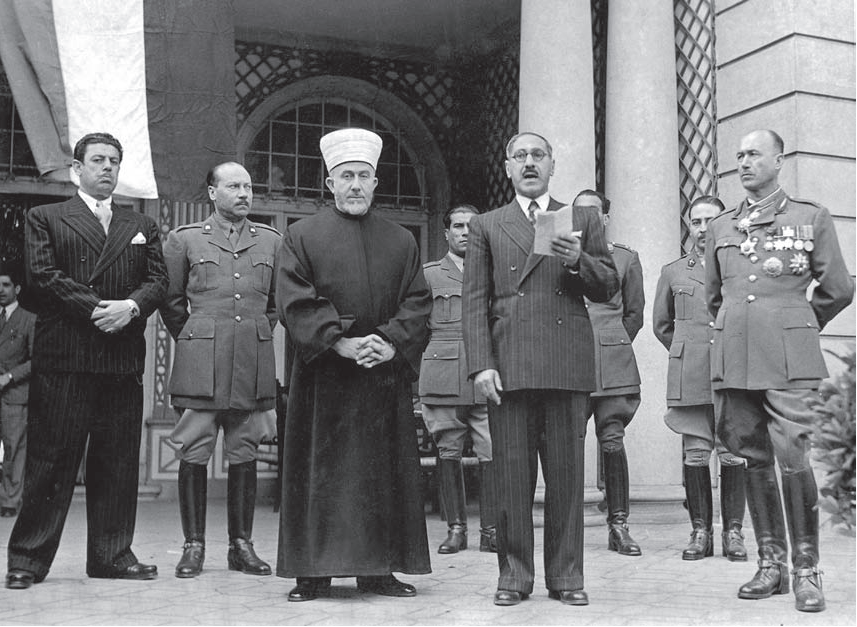
Al-Husseini mit Raschid Ali al-Gailani und anderen in Berlin, um 1943

Ab 1937 hatte der Mufti das NS-Regime gedrängt, einen arabischsprachigen Radiosender einzurichten. Ab April 1939 strahlte der Sender Zeesen mehrsprachige Rundfunkpropaganda für die „Orient-Zone“ aus. Er kontrollierte drei arabischsprachige Nazi-Sender in Berlin, Athen und Bari sowie drei arabischsprachige Geheimsender in Ägypten, Griechenland und Italien. Ihre Programme erstellten Stäbe im Reichspropagandaministerium, Auswärtigen Amt und OKW gemeinsam. Sie propagierten nach genauen Vorgaben täglich einen radikalen, mit dem Islam kombinierten Rasse-Antisemitismus für die Muslime weltweit, um die Judenvernichtung im gesamten arabisch-muslimischen Raum vorzubereiten. Seit der Ankunft des Mufti in Berlin wurde diese Propaganda verschärft.
Dieser erhielt dafür monatlich 75.000, ab 1943 bis zum Kriegsende laut Zeugenaussagen monatlich 90.000 Reichsmark vom deutschen Staat. Das RSHA und Auswärtige Amt gaben ihm Hans-Joachim Weise und Werner Otto von Hentig als Personenschützer und Reisebegleiter. Auf Befehl Hitlers bekam er ein „arisiertes“ Haus in Berlin als „Residenz“ und einen großen Mitarbeiterstab. Ab Mai 1943 erhielt er wie erbeten eine „größere Judenwohnung“ für sein Büro und residierte fortan in der Goethestraße 27 in Berlin-Zehlendorf. Mehrfach nutzte er die Wilmersdorfer Moschee für seine Propagandareden. Im Sommer 1944 wurde sein Büro zum Schutz vor Bombenangriffen nach Oybin verlegt, wo er bis Februar 1945 als persönlicher Gast Hitlers ein stattliches Haus bewohnte.
22 öffentliche Vorträge al-Husseinis in Deutschland sind erhalten, darunter 14 Radioreden. Dabei wahrte die deutsche Kriegspropaganda die Deutungshoheit und gab ihm nur wenige der rund 6000 Stunden Sendezeit in arabischer Sprache. Wegen Bombenangriffen konnte er seine Radiopropaganda wohl nur bis Juli 1943 voll betreiben. Ab November 1943 sind nur noch drei seiner Radioreden dokumentiert. Doch nutzte er auch die deutschen Auslandssender für Aufrufe an Muslime, Juden zu ermorden. Ferner betrieb er die Bildung von arabischen Legionen und Brigaden, die für NS-Deutschland kämpften. 1942 plante er eine „Deutsch-Arabische Lehrabteilung“, um dort eine Kampfeinheit für die Wehrmacht auszubilden. Mit seinem sogenannten „Arabischen Büro“  betrieb al-Husseini von Berlin und Oybin aus einen eigenen, von deutschen Diensten halb-autonomen Nachrichtendienst mit Stationen in Genf und Istanbul. In der neutralen Türkei wurden Außenposten entlang der türkisch-syrischen Grenze in Mersin, Alexandretta, Adana und Diyarbakır unterhalten.
Über Radio Zeesen rief al-Husseini Araber und Muslime wiederholt zu Judenpogromen auf („Tötet alle Juden, wo immer ihr sie findet!“), so auch im Sommer 1942 beim deutschen Vormarsch auf El Alamein. Zur Eröffnung des „Islamischen Zentral-Instituts“ in Berlin am 18. Dezember 1942 beschrieb er die Juden wie das Pamphlet von 1937 als im Koran verurteilte ewige Erzfeinde Allahs, Mohammeds und aller Muslime, als „zersetzendes Element auf Erden“, die Kriege anzettelten und die Völker gegeneinander ausspielten. Der „jüdische Einfluss“ herrsche in England, den USA und über den gottlosen Kommunismus. Das „Weltjudentum“ habe die Völker aufeinandergehetzt und den Zweiten Weltkrieg entfesselt. In dessen Verlauf hätten Briten, Amerikaner und „Bolschewisten“ (Sowjetkommunisten) den Krieg in die islamisch-arabische Welt getragen und die Muslime millionenfach unterdrückt. Doch der Krieg biete diesen die beste Gelegenheit, sich von ihren Unterdrückern zu befreien. Der weltweite islamische Widerstand gegen die Juden und Alliierten sei daher unbedingt geboten. Diesen zu verweigern sei Apostasie: „Der Muslim, der noch einen anderen Gott fürchtet, oder der sich seinen Feinden beugt und sein Schicksal freiwillig in deren Hände legt, ist kein Muslim mehr.“
Nach Resolutionen des US-Kongresses für einen künftigen Staat Israel rief al-Husseini die Araber am 4. März 1944 erneut auf: „Tötet die Juden, wo immer Ihr sie findet. Das gefällt Gott, der Geschichte und der Religion. Es dient Eurer Ehre. Gott ist mit Euch.“
Im Frühjahr 1944, als der Holocaust nochmals verstärkt wurde, forderte er die Muslime zum Geburtstag Mohammeds auf, „alle Juden aus Palästina und den übrigen arabischen und islamischen Ländern zu vertreiben.“ Allah werde den Achsenmächten zum Sieg verhelfen. Dann werde es ein unabhängiges Arabien ohne Spuren von Juden und ihren Alliierten geben. Am 17. Dezember 1944 bekräftigte er das Ziel eines rein arabischen Großpalästinas.
Die Synthese von Islam und Nationalsozialismus diente dem Mufti bis 1945 zur Anwerbung von Muslimen für die SS, ihre ideologische Indoktrination und militärische Ausbildung. Er benutzte religiöse Rhetorik, Ausdrücke und Bilder gezielt, um Muslime für die eigenen Zwecke zu manipulieren. Auch die deutsche Radiopropaganda verknüpfte den Islam mit antijüdischer Hetze in einem bis dahin in der muslimischen Welt unbekannten Ausmaß. Bis zum Kriegsende arbeitete der Mufti dabei mit dem Reichspropagandaministerium zusammen. Nach einem Treffen mit ihm 1944 notierte Joseph Goebbels in sein Tagebuch: „Er legt mir dar, daß die arabisch-mohammedanische Bevölkerung keinerlei Interessengegensätze mit dem Deutschen Reich je gehabt habe oder heute habe oder in Zukunft haben werde. Infolgedessen seien die 400 Millionen mohammedanisch-arabische Bevölkerung absolut für uns zu gewinnen, wenn man sie nur propagandistisch richtig bearbeite.“

### Mitwirkung am Vernichtungskrieg

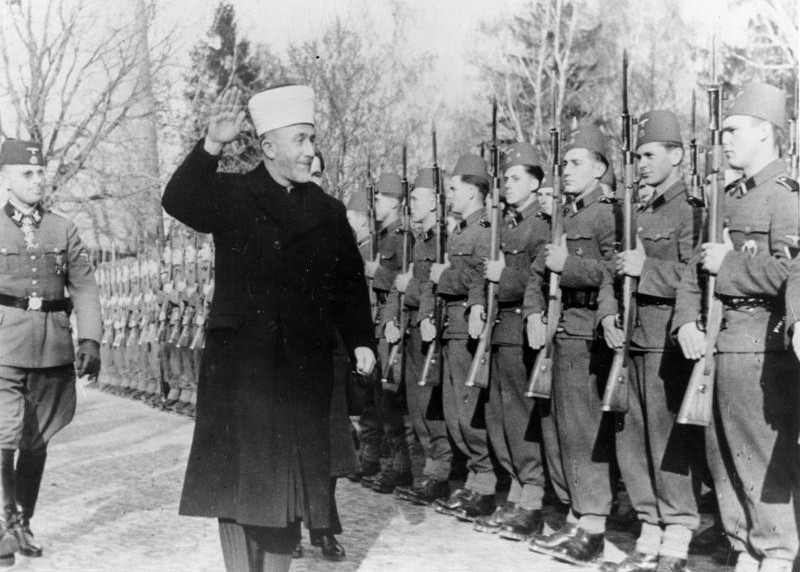
Al-Husseini (Mitte) mit Karl-Gustav Sauberzweig (links) beim Abschreiten bosnisch-muslimischer Freiwilliger der Waffen-SS (November 1943)

1943 beschloss die SS, eine muslimische SS-Division aufzubauen. Ab März 1943 schickte sie den Mufti auf eine ausgedehnte, sorgfältig inszenierte Propagandareise durch den ganzen Balkan, beginnend mit dem von der faschistischen Ustascha beherrschten Kroatien. Er sollte dem angestrebten deutsch-islamischen Bündnis religiöse Legitimität verleihen, Muslime anwerben und dazu mit einheimischen muslimischen Führern verhandeln. Dabei ging das NS-Regime von seiner weltweiten religiösen Autorität über die Muslime aus, die er immer wieder behauptet hatte. Er nutzte seit 1931 erworbene Kontakte zu islamischen Würdenträgern Südosteuropas. 1942 hatte eine Zeitung in Sarajevo ihn als Beschützer und Vorkämpfer unterdrückter Muslime vorgestellt. Er hatte Hitlers Sympathie für den Islam bekundet und behauptet, die Muslime der ganzen Welt stünden auf der Seite der Achsenmächte. Deutschland werde kein muslimisches Land unterdrücken, sondern mit Hilfe der Muslime Großbritannien und das islamfeindliche Russland zu Fall bringen. Der Islam sei der natürliche Feind des Kommunismus. Der Sieg der Achse werde auch ein Sieg der islamischen Völker sein.
Fortan befasste sich al-Husseini mit der Organisation und Ausbildung von Bosniaken für islamische Einheiten der Wehrmacht und der Waffen-SS. Dazu rief er muslimische Rekruten zum Dschihad auf. Er hatte die Imame dieser SS-Truppen auszubilden, die für die ideologische Formierung der Kämpfer zuständig waren. Dazu plante er mit der SS-Führung seit Mai 1943 ein „Imam-Institut“ und vereinbarte mit ihr Richtlinien, die das Verhältnis des Nationalsozialismus zum Islam und die beiderseitigen Interessensphären absteckten. Die größte muslimische SS-Truppe war die 13. Waffen-Gebirgs-Division der SS „Handschar“ (kroatische Nr. 1) (nach „Handschar“; 21.065 Mann). Ab Februar 1944 führte sie Massaker an serbischen Zivilisten und Partisanen auf dem Balkan durch, etwa in Bosnien-Herzegowina. 1943 hatte sie schon in Frankreich gemordet. Dabei hatten sich Teile der Truppe gegen die SS gewandt und abgespalten. Überlebende der Erhebung waren ins Maquis desertiert. Die 23. Waffen-Gebirgs-Division der SS „Kama“ (3793 Mann) wurde nach fünf Monaten aufgelöst; ihre Angehörigen wurden auf andere Einheiten verteilt. Weitere Einheiten waren ein Moslem-SS-Selbstverteidigungsregiment im Sandschak, ein „Arabisches Freiheitskorps“, eine „Arabische Brigade“, die Legion Freies Arabien und ein „Osttürkischer Waffenverband“ der SS. In seiner Geschichte der SS (1957) gibt der Holocaust-Forscher Gerald Reitlinger an, dass der Reichsführer SS, Heinrich Himmler, al-Husseini zum SS-Gruppenführer ernannt habe. Diese Angabe findet aber keine Bestätigung in der biographischen Literatur.
Der NS-Ideologe Gerhard von Mende wollte al-Husseini 1943 auch als religiöses Oberhaupt jener muslimischen Krimtataren einsetzen, die der Wehrmacht beim Kampf gegen Partisanen und bei der Judenvernichtung halfen.
Vorschläge al-Husseinis, Jerusalem und Tel Aviv 1943 am Jahrestag der Balfour-Deklaration, dem 2. November, zu bombardieren, wurden von der deutschen Luftwaffe ebenso verworfen, wie ein erneuter Vorschlag für einen Angriff auf Tel Aviv für den 1. April 1944. Laut dem Reichssicherheitshauptamt wäre al-Husseini 1943 auch mit einem Angriff auf militärische Objekte im Küstenraum Palästinas zufrieden gewesen. Er begründete seine Vorschläge damit, so ein deutscher Bericht vom 30. März 1944, „das palästinensische Judentum zu treffen und mit diesen Angriffen in der arabischen Welt eine propagandistische Wirkung zu erzielen“. Hermann Göring hatte die Vorschläge, die von arabischer Seite und besonders von al-Husseinis in der ersten Jahreshälfte 1943 wiederholt gemacht worden waren, schon am 17. Juli 1943 abgelehnt. Hintergrund, so Klaus Gensicke, waren die Schwierigkeiten, welche die Deutschen zu diesem Zeitpunkt schon selbst bei der Versorgung mit Waffen hatten.

### Befürwortung des Holocaust

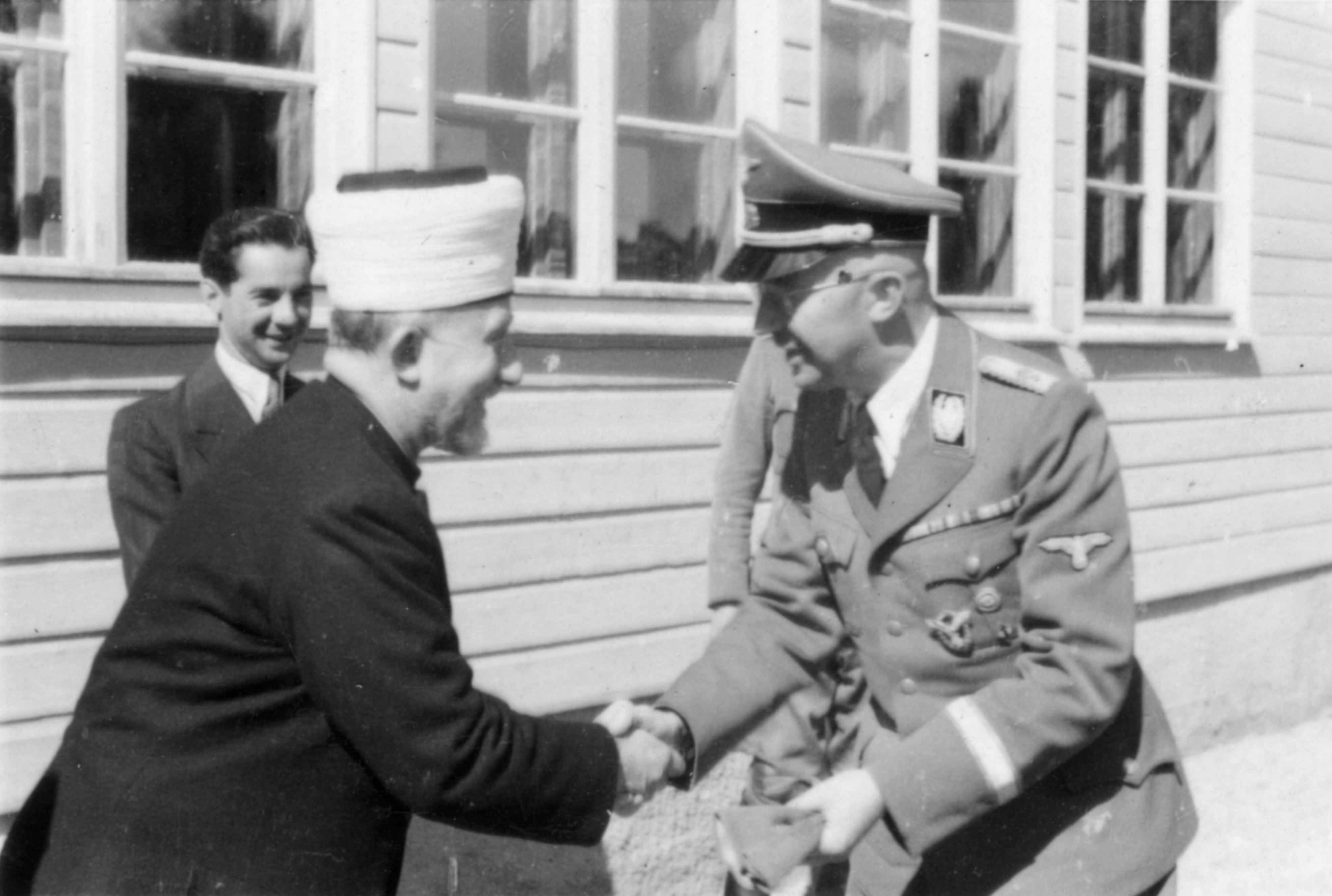
Amin al Husseini und Heinrich Himmler (1943)

Beim Treffen al-Husseinis mit Hitler im November 1941 war der Holocaust im vollen Gang. Die Einsatzgruppen hatten seit dem deutschen Überfall auf die Sowjetunion am 22. Juni 1941 schon hunderttausende Juden ermordet. Hitler hatte die europaweite „Endlösung der Judenfrage“ zwischen Oktober und Dezember 1941 beschlossen und ließ kurz nach dem Treffen mit dem Mufti zur Wannseekonferenz im Januar 1942 einladen, wo die „Endlösung“ organisiert wurde. Kurz danach traf al-Husseini erstmals Heinrich Himmler, den Chef des RSHA, und Adolf Eichmann. Nach Angaben von Dieter Wisliceny, einem „Judenberater“ aus dem Eichmannreferat, zeigte Eichmann dem Mufti Statistiken über die Bevölkerungsanteile von Juden in verschiedenen Ländern Europas und hielt ihm einen ausführlichen Vortrag zur „Lösung der europäischen Judenfrage“. Al-Husseini habe Eichmann von Himmlers Zusage berichtet, nach dem Sieg der Achsenmächte einen „Judenbeauftragten“ als persönlichen Berater mit ihm nach Jerusalem zu senden. Auf Anfrage Eichmanns habe er, Wisliceny, diesen Auftrag jedoch abgelehnt. Der Mufti habe Eichmann und Himmler stark beeindruckt und Eichmann nach dessen Aussage bis 1944 mehrmals getroffen. 1942 sprach al-Husseini zudem mit Friedrich Suhr, Abteilungsleiter im Eichmannreferat, und sandte seine Mitarbeiter zu einer Schulungstagung des SD.
Am 26. Juni 1942 sprach SS-Generalmajor Erwin Ettel mit al-Husseini und notierte, dieser habe ihm gesagt, Deutschland sei „das einzige Land der Welt, das sich nicht darauf beschränke, den Kampf gegen die Juden im eigenen Land zu führen, sondern das kompromißlos dem Weltjudentum den Kampf angesagt habe. In diesem Kampf Deutschlands gegen das Weltjudentum fühlten sich die Araber mit Deutschland auf das engste verbunden.“
Nur Tage später standen die deutschen Truppen im Afrikafeldzug vor El Alamein. Analog zu den Einsatzgruppen in Osteuropa sollte das Einsatzkommando Ägypten unter Walter Rauff die Juden im britischen Mandatsgebiet Palästina ermorden. Am 13. Juli 1942 erhielt Rauff dazu vom Stab Erwin Rommels eine Einsatzrichtlinie, die Massenmorde an der Zivilbevölkerung erlaubte. Zu den dazu beauftragten Tätern gehörte auch al-Husseinis Verbindungsoffizier zum RSHA. Rauffs Einsatzgruppe befand sich seit 22. Juli 1942 abflugbereit in Athen. Um den deutschen Vormarsch nach Palästina zu unterstützen, bot al-Husseini dem Afrikakorps die Aufstellung und Ausrüstung arabischer Guerillabanden an, die in arabischen Ländern Infrastruktur zerstören und Aufstände gegen die Briten entfachen sollten. Die Juden in Palästina wussten von Hitlers Versprechen an den Mufti, sie in Vernichtungslager zu deportieren. Einige verließen die Region, andere besorgten sich Zyanidkapseln, um bei einem deutschen Einmarsch Suizid zu begehen. Ab Juli 1942 machten Araber in Palästina mit Kalkzeichen Besitzansprüche auf jüdische Häuser geltend, weil sie die Deportation der Juden nach dem Einmarsch der Deutschen erwarteten.
Im selben Monat besuchten Mitarbeiter al-Husseinis das KZ Sachsenhausen. Laut dem Bericht von Fritz Grobba interessierten sie sich besonders für die dort internierten Juden und erhielten einen „sehr günstigen Eindruck“ vom Lager.
1941 hatte das NS-Regime Juden die Ausreise aus dem Deutschen Reich verboten. Doch Ende 1942 wollte Rumänien rund 80.000 rumänische Juden gegen eine Kopfprämie ausreisen lassen. Dies vereitelte der Mufti mit heftigem Protest beim NS-Regime. Im Mai 1943 intervenierte er erneut dagegen, dass Eichmann ausnahmsweise 5000 jüdische Kinder gegen 20.000 im Ausland gefangene Deutsche austauschen wollte. Daraufhin musste Eichmanns Unterhändler Dieter Wisliceny die laufende Verhandlung abbrechen. 1946 bezeugte Wisliceny, laut Eichmann habe der Mufti bei Himmler „schärfstens protestiert“, weil diese Kinder ja bald erwachsen wären und das „jüdische Element“ in Palästina stärken würden. Daraufhin habe Himmler die Aktion und jede Ausreise von Juden aus von Deutschland beherrschten Gebieten strikt verboten. Der jüdische Architekt Endre Steiner, mit dem Wisliceny 1943 verhandelt hatte, bezeugte, Wisliceny habe ihm erklärt: Da der Mufti eng mit Eichmann zusammenarbeite, könne keine deutsche Behörde das Ausreiseziel Palästina akzeptieren, um vor dem Mufti nicht bloßgestellt zu werden. Wisliceny bestätigte diese Zeugenaussage. Die 5000 Kinder wurden vom KZ Theresienstadt später in das KZ Auschwitz-Birkenau gebracht und in dessen Gaskammern ermordet.
1943 wollten einige mit Deutschland verbündete Staaten Transporte jüdischer Kinder nach Palästina erlauben. Als al-Husseini das erfuhr, warnte er Bulgariens Außenminister am 6. Mai 1943 per Brief: Die ausgewanderten Juden könnten „ungehindert mit ihren Rassengenossen der übrigen Welt in Verbindung treten, und dem verlassenen Lande mehr Schaden zurichten als bisher. […] Außerdem kämen die Juden ihrem Ziele der ‚Errichtung eines jüdischen Nationalstaats‘ […] näher.“ Er forderte, „die Juden an der Auswanderung aus Ihrem Land zu verhindern und sie dorthin zu schicken, wo sie unter starker Kontrolle stehen, z. B. nach Polen.“ Dies spielte eventuell in der üblichen NS-Tarnsprache auf die deutschen Vernichtungslager in Polen an. Am 13. Mai 1943 forderte al-Husseini auch vom deutschen Außenminister Joachim von Ribbentrop: Wegen seiner Interessengemeinschaft im Kampf gegen den Kommunismus und die Briten erwarte das arabische Volk „von seinen Freunden […] die Lösung des Weltjudenproblems, indem sie die Juden unter starke Kontrolle stellen und sich somit ihrer Gefahr und ihrem Schaden entziehen.“ Die Auswanderung der Juden in den Nahen Osten werde ihnen erlauben, „mit den übrigen Juden der Welt, bei Ausnützung ihrer bisher gesammelten kriegswichtigen Kenntnisse und ihrer bestehenden gut getarnten Organisationen […] ungehindert in Verbindung zu treten, und werden somit viel schädlicher und gefährlicher als bisher.“ Er bat Ribbentrop, „das Äußerste zu tun, Bulgarien, Rumänien und Ungarn von der Durchführung dieses an sich jüdisch-englisch-amerikanischen Planes Abstand nehmen zu lassen.“ Am 10. Juni 1943 forderte al-Husseini auch Italiens Außenminister Galeazzo Ciano auf, die Ausreise von Juden aus Osteuropa nach Palästina zu unterbinden. Am 28. Juni 1943 forderte er die Außenminister Rumäniens und Ungarns in analogen Schreiben auf, die dortigen Juden nach Polen zu deportieren, statt sie nach Palästina ausreisen zu lassen. Er drängte also beim NS-Regime und dessen Verbündeten immer wieder auf den strikten Vollzug des Völkermords an den Juden.
Am 4. Juli 1943 traf sich al-Husseini mit Heinrich Himmler in dessen Feldhauptquartier in Schytomyr (Ukraine). Im Vorjahr waren die Juden der Gegend ermordet worden. Auf seiner Reiseroute dorthin besuchte der Mufti im Mai 1943 mehrere von Deutschen besetzte Orte, darunter laut Wislicenys Zeugnis auch das Vernichtungslager Auschwitz, eventuell auch die Treblinka und/oder Majdanek. In Shytomyr besichtigte er eine der 27 SS-Siedlungen, mit denen Alfred Rosenberg große Teile Russlands germanisieren wollte. Dabei teilte Himmler dem Mufti laut dessen Memoiren mit: „Wir haben bis jetzt ungefähr drei Millionen von ihnen [den Juden] vernichtet.“ Angeblich erfuhr er nun erst von dieser Ausrottung (arabisch abadna): „Ich war über die Zahl erstaunt, da ich bis dahin nichts von der Sache wusste.“ Himmler habe ihn gefragt, wie er die Judenfrage in seinem Land zu lösen gedenke. Er habe geantwortet: „Alles was wir wollen ist, zu sehen, dass sie in ihre Herkunftsländer zurückkehren.“ Himmler habe geantwortet: „Nach Deutschland werden wir sie niemals zurückkehren lassen.“
Am 12. November 1943 betonte al-Husseini zum Jahrestag der Balfour-Deklaration: Die Deutschen wüssten, wie man die Juden los wird. Sie hätten Muslimen bisher nie geschadet und bekämpften erneut deren gemeinsamen Feind. Vor allem hätten sie das jüdische Problem definitiv gelöst. Das alles, besonders letzteres, mache „unsere Freundschaft mit Deutschland nicht vorläufig und abhängig von Bedingungen, sondern dauerhaft, auf gemeinsamen Interessen beruhend“. Daraus entnehmen Historiker genaue Kenntnis des Muftis vom Holocaust und seine Absicht, diesen im eigenen Herrschaftsbereich fortzusetzen. Himmler telegrafierte am selben Tag an den Mufti: Weil die Nationalsozialisten gegen das „Weltjudentum“ kämpften, verfolgten sie „schon immer mit besonderer Sympathie den Kampf der freiheitsliebenden Araber, vor allem in Palästina, gegen die jüdischen Eindringlinge“.
Der Unterhändler Rudolf Kasztner verhandelte mit Eichmann am 4. Juni 1944 über die Ausreise von 1.685 jüdischen Kindern aus Ungarn gegen ein hohes Bestechungsgeld. Eichmann, so Kasztner 1946, habe ihre Ausreise nach Palästina abgelehnt, weil er mit dem Mufti persönlich befreundet sei und ihm versprochen habe, keine europäischen Juden mehr dorthin reisen zu lassen. Dieter Wisliceny habe ihm Eichmanns Aussage einige Tage später bestätigt. Wisliceny habe ihm zudem mitgeteilt, der Mufti habe eine nicht unwesentliche Rolle bei der deutschen Entscheidung gespielt, die Juden auszurotten, und Eichmann ständig angespornt, die Ausrottung zu beschleunigen. Kasztners Angaben stimmen weitgehend mit denen Wislicenys überein. Laut Kasztner teilte Wisliceny ihm im Juni 1944 auch mit, dass der Mufti im Vorjahr auch die Gaskammern und Krematorien der Konzentrationslager Auschwitz besichtigt habe. Simon Wiesenthal belegte 1947 Kontakte des Mufti zu den NS-Tätern und Lagerkommandanten Rudolf Höß, Franz Ziereis, Siegfried Seidl und Josef Kramer.
Am 28. Juni 1944 lud das Reichsministerium für die besetzten Ostgebiete unter Alfred Rosenberg al-Husseini und andere Araber zu einem geplanten „antijüdischen Kongress“ in Krakau ein, der weitere Staaten für die Judenvernichtung gewinnen sollte. Der Kongress wurde einen Monat später endgültig abgesagt.
In einer Radiosendung vom 21. September 1944 sprach al-Husseini von „nicht mehr als elf Millionen Juden in der Welt“. Er wusste, dass zum Kriegsbeginn noch rund 17 Millionen Juden weltweit gelebt hatten. Daraus folgerte der israelische Schriftsteller und Militärsprecher Moshe Pearlman, dass al-Husseini das Ausmaß der Judenvernichtung im Herbst 1944 genau kannte, wahrscheinlich durch seine Kontakte zu Himmler und Eichmann.

## Nachkriegszeit

### Bis 1950
Ab Frühjahr 1943 hatte sich al-Husseini auf eine Kriegsniederlage Deutschlands und zukünftige Kämpfe gegen Briten und Juden in Palästina vorbereitet. Dazu hatte das NS-Regime ihm große Mengen Waffen und Munition gegeben, die fünf RSHA-Offiziere im Oktober 1944 mit Flugzeugen nach Palästina transportiert und dort in geheimen Trainingslagern versteckt hatten. Zudem hatte er erhebliche Finanzmittel für die Nachkriegszeit erhalten und diese laut dem RSHA-Beamten Walter Schellenberg großenteils schon vor 1945 in den Irak und die Schweiz transferiert.
Am 7. Mai 1945 flog das Auswärtige Amt al-Husseini nach Bern aus. Am Flughafen Bern-Belp wurde er festgenommen und am nächsten Tag an Frankreich übergeben. Dort nahm der frühere Hochkommissar der Levante Henri Ponsot ihn in sein Haus auf. Großbritannien und Jugoslawien verlangten, ihn als Kriegsverbrecher an sie auszuliefern. Doch bis September 1945 entschied Frankreichs Regierung, ihn in ein arabisches Land zu überstellen, um mit ihm Frankreichs Einflusszonen in der Levante und Nordafrika zu stärken. Bis Juni 1946 arrangierte der französische Geheimdienst mit Ägyptens König Faruq seine Flucht in das Königreich Ägypten. Der für den 29. Mai 1946 vereinbarte Fluchttermin sollte den britischen Einfluss in Nahost möglichst stark schwächen.
Denn an jenem Tag tagte die Arabische Liga in Bludan. Ihre Delegierten schlossen die Gegner des Mufti von der Konferenz aus, gründeten das AHC als Arab Higher Committee of Palestine neu und machten ihn und seinen Cousin Jamal el-Husseini zu dessen Führern. Damit reagierte die Liga auf eine intensive Pro-Mufti-Kampagne der stark gewachsenen ägyptischen Muslimbruderschaft. Diese hatte seit seiner Ankunft in Frankreich für seine Freilassung agitiert und alle bedroht, die seine Bestrafung verlangten: „Sollte dem Mufti auch nur ein Härchen gekrümmt werden, würde jeder Jude auf der Welt ohne Gnade getötet werden.“ Um den erwünschten Abzug britischer Truppen nicht zu gefährden, gab Ägyptens Regierung seine Ankunft in Kairo erst am 20. Juni 1946 bekannt. Die Muslimbrüder feierten sie in öffentlichen Lobreden als ihren Erfolg und kündigten erneuten Krieg gegen Palästinas Juden an. So sagte ihr Anführer Hassan al-Banna am 23. Juli 1946: „Der Mufti ist soviel wert wie eine ganze Nation. Der Mufti ist Palästina, und Palästina ist der Mufti. […] Was für ein Held, was für ein Wunder von Mann […], der mit der Hilfe Hitlers und Deutschlands ein Empire herausforderte und gegen den Zionismus kämpfte. Deutschland und Hitler sind nicht mehr, aber Amin al-Husseini wird den Kampf fortsetzen.“ Obwohl Großbritannien ihm das Betreten Palästina verbot, betrieb er mit seinem letzten NS-Gehalt und Spenden aus arabischen Staaten den Aufbau einer arabischen Truppe in Palästina unter seinem Befehl. Gegen den Protest der Jewish Agency berief ihn die UNO als AHC-Vorsitzenden zum Vertreter aller Araber Palästinas.
1946 verpflichtete er seine Anhänger auf den Antikommunismus, da der Kommunismus mit dem Koran unvereinbar sei. Dies vermerkte die Central Intelligence Agency der USA, die ihn überwachte. Erneut propagierte er den Kampf gegen das „Weltjudentum“ als „Frage von Leben und Tod“ und als „Schlacht zwischen zwei Richtungen, wobei jede nur auf den Trümmern der anderen existieren kann“.
Vor dem angloamerikanischen Komitee zur Lage der als Displaced Persons gefangenen Holocaustüberlebenden lehnten Sprecher der Araber jede weitere Aufnahme von Juden in Palästina strikt ab, drohten mit Gewalt und lobten al-Husseini einhellig als ihren einzigen Führer. Vergeblich verwies der Brite Richard Crossman auf dessen SS-Mitgliedschaft und Kriegsverbrechen. 1947 lehnte sein AHC mit Verweis auf die „natürlichen Rechte“ der Araber in Palästina auch alle Gespräche mit dem UNSCOP-Ausschuss zum Palästinaproblem ab. Diese kompromisslose Haltung trug indirekt zum UN-Teilungsplan für Palästina bei. Als AHC-Führer sorgte der Mufti dafür, dass die arabischen Staaten den UN-Teilungsplan ablehnten. Palästinensische Araber, die mit Juden und der UNO darüber verhandeln wollten, konnten sich nicht durchsetzen. Viele ließ er ermorden, darunter seinen Cousin Fawzi Darwish Husseini († November 1946), den Leiter der Palestine Arab Workers Society, Sami Taha († 12. September 1947), und Verbündete der Naschaschibis in Hebron, Nablus und Nazareth. Am 27. November 1947, zwei Tage vor dem UN-Teilungsbeschluss, suchte er ein einziges Mal Kontakt zur Jewish Agency und schlug ihr Geheimgespräche ohne Vermittlung arabischer Staaten vor. David Ben-Gurion wollte jedoch mit allen arabischen Führern außer dem Mufti verhandeln.
Dieser bildete nach dem UN-Teilungsbeschluss eine Truppe für den Kampf gegen die Juden in Palästina. Sie bestand aus Muslimbrüdern, hunderten deutschen Kriegsgefangenen, denen er zur Flucht aus britischen Lagern verholfen hatte, mehr als 900 muslimischen Bosniern aus seiner früheren SS-Division Handschar, islamistischen Privattruppen ägyptischer Großgrundbesitzer, Anhängern des Generals Francisco Franco und Kämpfern der Ustascha Kroatiens. Sie verübten Überfälle und Terroranschläge auf jüdische Dörfer. Im Januar 1948 erklärte Golda Meir, die damals die Jewish Agency leitete: „Die Juden in Palästina werden niemals vor dem Mufti von Jerusalem die weiße Flagge hissen.“
Im März 1948 schlug das Außenministerium der Vereinigten Staaten überraschend eine befristete UN-Verwaltung Palästinas vor und verhängte ein Waffenembargo für Zionisten. Die meisten US-Bürger lehnten den Vorschlag als „Kapitulation vor der arabischen Gewalt“ ab. Am 16. Juli 1948 berichtete das Mansfield News Journal über das in den Nürnberger Prozessen bewiesene hohe NS-Gehalt des Mufti und seine erfolgreiche Bemühung, die Rettung jüdischer Kinder aus Rumänien vor den Nazis zu verhindern. Der Bericht machte den Nahostbeauftragten Loy W. Henderson und andere US-Diplomaten dafür verantwortlich, die NS-Vergangenheit des Muftis zu verschweigen und ihn zu unterstützen. Er lehnte auch die UN-Treuhandverwaltung Palästinas strikt ab und kündigte an, den bewaffneten Kampf gegen die Juden in Palästina fortzusetzen, bis die UNO den Teilungsplan endgültig zurückziehen werde.
Unmittelbar nach Israels Staatsgründung (14. Mai 1948) begann der Palästinakrieg als Angriffskrieg sechs arabischer Staaten gegen Israel. Im „Deutschen Hilfskomitee für den Nahen Osten“ kämpften die vom Mufti befreiten deutschen Kriegsgefangenen mit spanischen und kroatischen Faschisten auf der Seite der Araber. Nach der Eroberung von Ost-Jerusalem (Mitte Mai 1948) zerstörte die Arabische Befreiungsarmee unter Fausi al-Kawukdschi, den der Mufti 1941 nach Deutschland gebracht und den die SS dort ausgebildet hatte, die berühmte Churva-Synagoge.
Am 22. September 1948 gründete al-Husseini als AHC-Leiter eine „arabische Regierung für ganz Palästina“. Sie wurde von Ägypten, Syrien, Libanon, Irak, Saudi-Arabien und Jemen anerkannt, blieb aber auf den von Ägypten besetzten Gazastreifen begrenzt. Jordanien besetzte im Palästinakrieg das Westjordanland mit Ostjerusalem. Sein König Abdallah ibn Husain I. berief im Dezember 1948 einen Kongress in Jericho ein, wo eine Mehrheit arabischer und muslimischer Führer für den Anschluss des Westjordanlands an Jordanien stimmte. Weil Jordanien nun die heiligen Stätten des Islam in Ostjerusalem verwaltete, ernannte Abdallah einen neuen Mufti für Jerusalem. Dennoch ließ die UNO al-Husseini im März 1949 als offiziellen Vertreter der Araber Palästinas in der UN-Palästina-Konferenz zu. Die Nachkriegsregierung des Irak lehnte seine Führungsrolle ab, weil er 1941 den Putsch gegen die Haschemiten betrieben hatte. Bis 1950 annektierte Jordanien das Westjordanland, Ägypten behielt den Gazastreifen. Beide Staaten hatten kein Interesse an einem vom Ex-Mufti beherrschten, unabhängigen Großpalästina und zogen einen Waffenstillstand mit Israel und somit dessen Duldung vor. Im Ergebnis des Krieges kontrollierte al-Husseini also keinen Teil Palästinas.
Ein Grund dafür war, dass er den Krieg als religiösen Dschihad auffasste und daher kein Dokument unterzeichnen konnte, das Juden irgendeinen Teil Palästinas zugestand. Moderate Araber machten seine starre Verweigerungshaltung für Israels Staatsgründung, den Verlust großer Teile Palästinas an Israel und die Flucht und Vertreibung vieler Araber aus Palästina („Nakba“) verantwortlich. Auch für Historiker wie Hillel Cohen, Zvi Elpeleg, Jeffrey Herf, Matthias Küntzel und andere waren die inflexible Haltung des Mufti, seine Ablehnung jedes Teilungsvorschlags, seine fortgesetzte radikalantisemitische Kampagne, seine Mobilisierung der Muslimbruderschaft und die ausgebliebene Strafverfolgung des Mufti durch die Alliierten die Hauptursachen des Palästinakriegs.

### Spätzeit
Am 20. Juli 1951 wurde Jordaniens König Abdallah beim Freitagsgebet in der Jerusalemer Al-Aqsa-Moschee ermordet. Wahrscheinlich arrangierte al-Husseini den Mord aus Rache für seinen Macht- und Gebietsverlust. Beim Islamischen Weltkongress 1951 in Karatschi (Pakistan) drohte er Indien Krieg um Kaschmir und Israel Krieg um Palästina an. Bis 1962 blieb er Leiter des Kongresses.

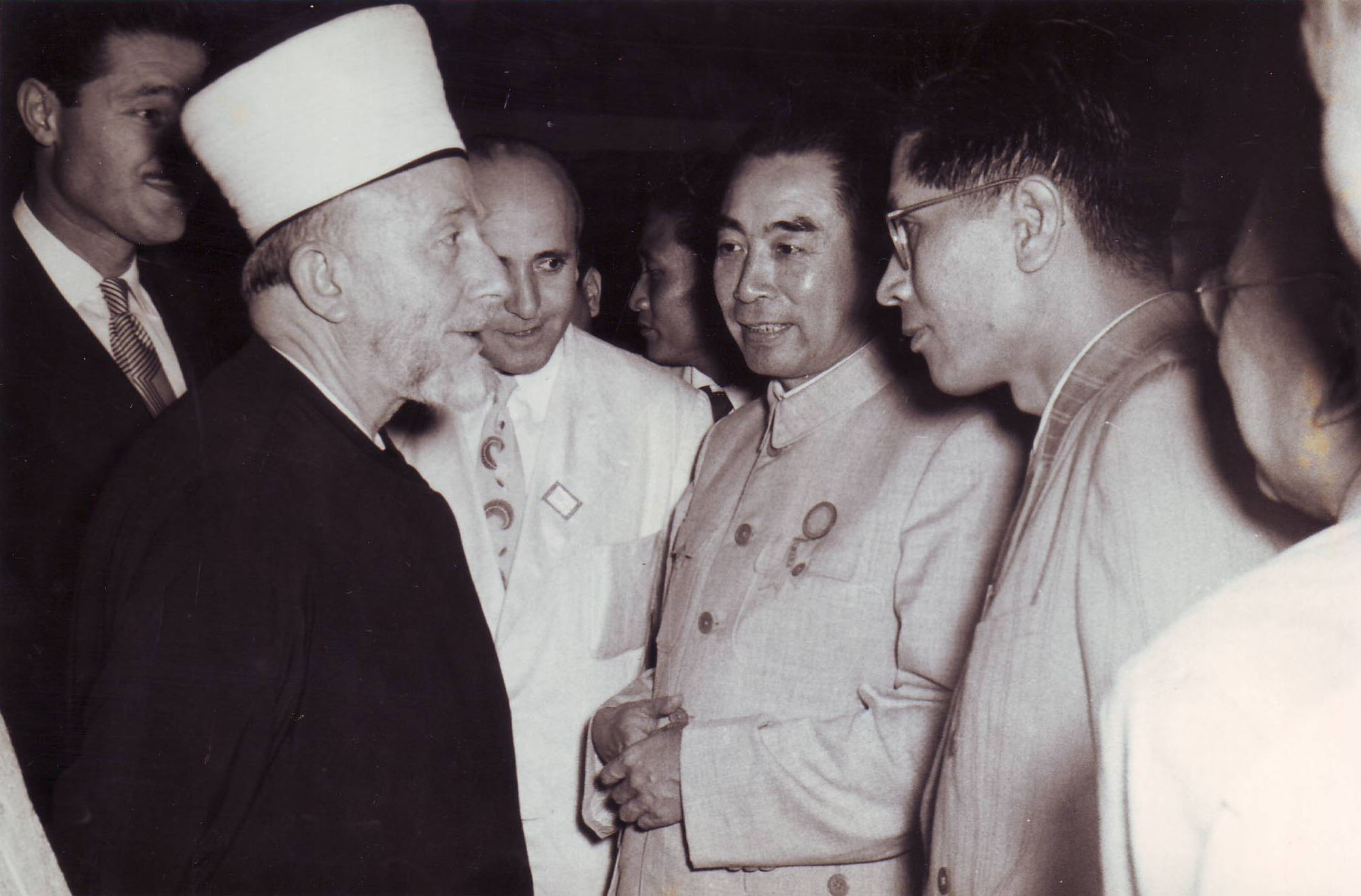
Al-Husseini mit Zhou Enlai auf der Bandung-Konferenz 1955

 Seit 1946 hatte al-Husseini in Kairo viele deutsche Nationalsozialisten empfangen und ihnen geholfen, in arabischen Staaten unterzutauchen und dort als Militärberater antiisraelischer Truppen tätig zu werden. Unter Ägyptens Staatschef Gamal Abdel Nasser (ab 1952) rief er weiter zum Dschihad gegen die Juden auf und pflegte Kontakte zu NS-Größen wie Karl Kaufmann, Henriette von Schirach und Walter Schellenberg. 1955 besuchte er die Bandung-Konferenz und ließ sich dort als Vorkämpfer der Dekolonisation feiern. Im selben Jahr verhalf er dem Hitlerbiografen und früheren engen Goebbels-Mitarbeiter Johann von Leers zum Übertritt zum Islam und zu einem Posten im Informationsministerium Ägyptens. Dort sorgten beide für neue Übersetzungen von Hitlers „Mein Kampf“, der Protokolle der Weisen von Zion sowie Schriften französischer Holocaustleugner ins Arabische. Damit beeinflussten sie erheblich Ägyptens antijüdische Maßnahmen. Al-Husseini unterstützte Leers' Plan finanziell, die 1949 in Hamburg gegründete Deutsche Muslim-Liga zu einer antisemitischen Bewegung zu machen. 1966 beglückwünschte er Baldur von Schirach schriftlich zu dessen Haftentlassung.
Al-Husseini distanzierte sich zeitlebens nie von den Nationalsozialisten. 1954 betonte er stolz, wie sehr Hitler den Kampf der palästinensischen Araber gegen die Juden bewundert habe. 1969 antwortete er auf Vorwürfe, seine Parteinahme für Hitler und Mussolini habe der arabischen Sache geschadet: NS-Deutschland habe keinen einzigen arabischen oder islamischen Staat verletzt. Bei einem Sieg der Achsenmächte wäre „kein Rest des Zionismus in Palästina oder den arabischen Staaten übrig geblieben“. Bis an sein Lebensende bedauerte er Hitlers Niederlage und hoffte, sie umzukehren. Dies wird als Festhalten am Ziel der Judenvernichtung verstanden.
Al-Husseini starb 1974 im Krankenhaus der Amerikanischen Universität Beirut. Israels Regierung lehnte die Bitte der Waqf-Behörde Jerusalem ab, ihn in Jerusalem begraben zu dürfen. Darum wurde er in Beirut beigesetzt.

## Rezeption

### Palästina
Al-Husseini war Vorbild und Mentor von Jassir Arafat, dem späteren PLO-Führer. Um sein Ansehen und seinen Führungsanspruch zu stärken, behauptete Arafat stets, er stamme wie der Mufti aus dem Clan der Husseinis und sei wie dieser in Jerusalem geboren. Seit 1946 ermutigte al-Husseini Arafat, der in Kairo studierte, die politische Führung der Palästinenser anzustreben. Ein deutscher NS-Offizier, der den Mufti nach Ägypten begleitet hatte, gab Arafat geheime Unterrichtsstunden. Unter diesem Einfluss beteiligte sich Arafat 1948 mit der ägyptischen Muslimbruderschaft am Palästinakrieg gegen Israel. Al-Husseini brachte Arafat auch mit dem König von Saudi-Arabien in Kontakt und finanzierte ebenso wie dieser Arafats 1958 gegründete Fatah mit. Die Palästinensische Nationalcharta der 1964 gegründeten PLO übernahm al-Husseinis Ziele. Als er 1974 starb, schritt Arafat bei seinem Begräbnis in Beirut direkt hinter seinem Sarg her und führte damit die Trauerprozession tausender Palästinenser an. Der Beiruter PLO-Vertreter bekannte sich in einer emphatischen, religiös aufgeladenen Trauerrede zu al-Husseini, ebenso einige Tage darauf die säkulare Volksfront zur Befreiung Palästinas (PFLP). Arafat nannte den Mufti noch 2002 in einem Interview „unseren Helden“, den die Westmächte „als einen Verbündeten der Nazis betrachteten“ und vergeblich loszuwerden versucht hätten. Der Mufti habe 1948 gegen Israel gekämpft, „und ich war einer seiner Soldaten“. Diesem Selbstverständnis gemäß behielt Arafat das Ziel eines judenfreien Gesamtpalästinas bei.
Arafats Vertreter in Deutschland Abdallah Frangi bestritt al-Husseinis Zusammenarbeit mit dem NS-Regime und behauptete in seinem Buch „PLO und Palästina. Vergangenheit und Gegenwart“ (1982) faktenwidrig, die Deutschen hätten den Mufti in seiner Zeit in Berlin „vollständig ignoriert“. 2001 forderte Frangi in einem Interview einen militärischen Einsatz der NATO-Staaten einschließlich Deutschlands gegen Israel, analog zum Kosovokrieg von 1998/1999. Ein palästinensisches Schulbuch pries al-Husseini 2008 als Führer „unserer vaterländischen Bewegung“, die von den „Angehörigen unserer führenden gebildeten Familien“ getragen werde. Der PLO-Führer Mahmud Abbas pries al-Husseini 2013 zum Jahrestag der Fatah-Gründung als „unseren Vorkämpfer“.
Am 4. Januar 2013, dem 48. Jahrestag der ersten Angriffe der Fatah auf Israelis im Gazastreifen (1965), lobte Abbas zahlreiche islamistische Attentäter als „Märtyrer und Helden“ und stellte ihnen den Mufti als „Pionier“ voran. Am 4. Juli 2019 erinnerte Mahmoud Al-Habbash, ein Berater von Abbas für die Palästinensische Autonomiebehörde, an al-Husseinis Todestag und pries den Mufti als „großen nationalen Führer der Palästinenser“ und als ihr „Rollenvorbild“ (role model).

### Israel
In Israels Geschichtsbild symbolisiert das Treffen des Muftis mit Hitler von 1941 meist die Zusammenarbeit großer Teile der arabischen Welt mit den Nationalsozialisten mit dem Ziel der Judenvernichtung. Im Eichmann-Prozess von 1961 bestätigten mehrere Zeugen die Angaben Dieter Wislicenys von 1946 zu Eichmanns Zusammenarbeit mit al-Husseini: „Der Mufti sei ein unerbittlicher Erzfeind der Juden und sei auch seit jeher der Vorkämpfer des Gedankens der Ausrottung der Juden.“ Weitere Zeugenaussagen, al-Husseini sei auch ein Initiator des Holocaust und ständiger Berater Himmlers und Eichmanns bei dessen Ausführung gewesen, gelten als überzeichnet. Wisliceny hatte diese Initiative nicht behauptet. Er hatte keine Vorteile davon, den Mufti zu belasten; er wurde 1948 als NS-Verbrecher hingerichtet. Eichmann selbst bestritt 1961 seine Freundschaft und Zusammenarbeit mit dem Mufti. Er habe diesen nur einmal getroffen, als der Sicherheitsdienst ihm die Spitzenbeamten des RSHA (allesamt Holocaust-Täter) vorgestellt habe. Auch dabei kann al-Husseini vom Holocaust erfahren haben. Dieser behauptete, er habe Eichmann nie getroffen und mit dem Holocaust nichts zu tun gehabt.
Manche Politiker Israels lehnten eine Verständigung mit den Palästinensern wegen der Kollaboration des Mufti mit dem NS-Regime ab. Benjamin Netanjahu etwa erklärte al-Husseini bei einer Gedenkstunde der Knesset am 27. Januar 2012 zu einem „der leitenden Architekten der ‚Endlösung‘“, der dazu in Berlin „auf Hitler eingewirkt“ habe. Netanjahu beschrieb den Jerusalemer Mufti von 2012 als direkten Nachfolger dieser Politik. Beim Zionistenkongress 2015 behauptete Netanjahu ohne Beleg, der Mufti habe Hitler im November 1941 davon abgebracht, die Juden nur zu vertreiben, und ihn aufgefordert: „Verbrenne sie“.

### Forschung
Historiker und Politikwissenschaftler wie Abraham Ashkenasi, Martin Cüppers, Klaus Gensicke, Jeffrey Herf, Michael Kiefer, Klaus-Michael Mallmann, David Patterson, Richard Lowell Rubenstein, Barry Rubin, Wolfgang G. Schwanitz, Tilman Tarach, Robert S. Wistrich und andere haben die Kenntnis des Mufti von der nationalsozialistischen Judenvernichtung und seine aktive Beteiligung daran mit zahlreichen seit 1945 bekannten und später entdeckten Dokumenten belegt. Umstritten sind das Ausmaß dieser Mitwirkung und die Rolle des Mufti bei der Holocaustplanung.
David G. Dalin und John F. Rothmann betonen, er habe durch den Aufbau der bosnischen Waffen-SS und mehrfaches Einschreiten gegen die Flucht europäischer Juden nach Palästina wesentlich am Holocaust mitgewirkt und die Vernichtung der Juden Palästinas mitgeplant. Die dazu beauftragte Einsatzgruppe Ägypten unter Walter Rauff sei in Absprache mit ihm aufgestellt worden.
Laut Bernard Lewis brauchten die Nazis keine zusätzliche Ermutigung des Mufti für ihre Vernichtungspolitik. Laut Idith Zertak übertrieb der Ankläger im Eichmann-Prozess Gideon Hausner aus politischen Gründen, aber ohne Beweise die Rolle des Muftis bei den NS-Verbrechen und verkleinerte damit unabsichtlich die Verantwortung der wahren Täter. Bettina Stangneth sieht Wislicenys Zeugenaussage von 1946 eher als Strategie der Selbstentlastung. David Motadel sieht nur einen begrenzten Einfluss des Mufti in Berlin. Dessen Plan, konkrete Konzessionen und Garantien für arabische und palästinensische Unabhängigkeit zu erreichen, sei gescheitert. Erfolgreich seien seine Vorstöße nur gewesen, wenn sie deutschen Interessen entsprachen, etwa beim Unterbinden jüdischer Emigration aus Südosteuropa nach Palästina. Er habe den Deutschen als Propagandafigur gedient, wenn es die Umstände erforderten.
Zvi Elpeleg zufolge ist es unmöglich abzuschätzen, wie viele Juden al-Husseini durch sein Eintreten gegen ihre Flucht aus deutsch besetzten Ländern dem Holocaust auslieferte. Er habe zweifellos die Juden an sich, nicht nur den Zionismus gehasst, gewusst, dass nicht ausreisefähige Juden die Vernichtung erwartete, und sich über die nationalsozialistische „Endlösung“ sehr gefreut.
Dalin und Rothmann ziehen eine Traditionslinie von der Ideologie des Mufti zum islamistischen Terror von Gruppen wie Hamas, Hisbollah, Islamischer Dschihad und al-Qaida. Seine Ideologie habe den radikalislamischen Antisemitismus begründet. Seine Fatwa von 1943 habe Generationen von Terroristen von Arafat über Osama bin Laden bis Ahmed Omar Saeed Sheikh inspiriert. Damit sei der Mufti das Bindeglied zwischen dem alten Antisemitismus und dem neuen Judenhass und der Holocaustleugnung in der muslimischen Welt geworden.
Manche Autoren führten den Mufti als Beleg für eine angebliche pauschale Sympathie palästinensischer Araber für den Nazismus oder sogar deren Mitschuld am Holocaust an. Dagegen verwies Gerhard Höpp auf arabische Gegner des Mufti und arabische Opfer des Nazismus. Mustafa Abbasi belegte 2021 rund 12.000 palästinensische Freiwillige, die mit den Alliierten gegen das NS-Regime gekämpft hatten.

## Weiterführende Informationen

### Texte al-Husseinis
- Zvi Elpeleg (Hrsg.), Rachel Kessel (Übersetzer): Through the Eyes of the Mufti: The Essays of Haj Amin, Translated and Annotated. Vallentine Mitchell, London / Portland 2009, ISBN 0-85303-970-4.
- Gerhard Höpp (Hrsg.): Mufti-Papiere. Briefe, Memoranden, Reden und Aufrufe Amin al-Husainis aus dem Exil 1940–1945. Schwarz (Schiler), Berlin 2001, ISBN 3-87997-180-3.
- Abd al-Karim Umar (Hrsg.): Muzakkirat al-Hagg Muhammad Amin al-Husaini. Damaskus 1999 (Memoiren, arabisch).